# San Cristóbal (kommun), Argentina
Departamento de San Cristóbal är en kommun i Argentina.   Den ligger i provinsen Santa Fe, i den centrala delen av landet, 600 km nordväst om huvudstaden Buenos Aires. Antalet invånare är 14 261.
Trakten runt Departamento de San Cristóbal består i huvudsak av gräsmarker. Runt Departamento de San Cristóbal är det mycket glesbefolkat, med 4 invånare per kvadratkilometer.